# Кіхніо
Кіхніо (або 'Кігніе') (фін. Kihniö) – муніципалітет та місто у провінції Пірканмаа, у губернії Західна Фінляндія у Фінляндії. Межує з муніципалітетами Ялас'ярві (Jalasjärvi), Юлеярві (Ylöjärvi), Паркано (Parkano), Сейняйокі (Seinäjoki) та Віррат (Virrat).
Голова уряду комуни Петрі Ліукку (Petri Liukku).

## Населення
Комуна має населення 2,238 (30 червня 2009) і включає територію 390.5 км². Щільність населення - 6,27 чоловік на квадратний кілометр. 99,4% - фіномовні.
Населені пункти комуни: Ніскос (Niskos), Ліннанкюля (Linnankylä), Неркоо (Nerkoo), Мякікюля (Mäkikylä), Йокікюля (Jokikylä), Ратикюля (Ratikylä), Наармінкюля (Naarminkylä), Кірконкюля (Kirkonkylä), Кігніенкюля (Kihniönkylä), Канкарі (Kankari), Коргоскюля (Korhoskylä).

## Інфраструктура
Територія муніципалітету має статус курортної зони. До 20% земель комуни - чисті озера. Розвинутий зелений туризм (переважно родинний) - існує ціла мережа "дачних будинків" (т. зв. кесамьокі) різного ґатунку, які користуються попитом у мешканців м. Тампере. До речі, відносна близькість до міста Тампере та Ювяскюля, а водночас і до узбережжя Ботницької затоки (м. Вааса) робить К. зручним для змістових подорожей із "дачних будників".
Працює школа, лікарня, бібліотека, студія звукозапису кантрі-музиканта Міка Сундквіста. Прекрасні автошляхи. Основний діловий центр К. - Пууміла (фін. Puumila), засований відомим ювеліром Ґ. Пааером (ресторан, конференц-зал із високоякісною акустикою).
Влітку працює приватний краєзнавчий музей (2,500 одиниць зберігання експонатів, зокрема традиційний зимовий одяг, ткацький верстат).

## Релігія
Майже 100% населення К. належать до Євангелічно-Лютеранської церкви Фінляндії.
Лютеранська церква - пам'ятка архітектури. Зведена 1917 за проектом Ілмарі Лауніса. Вівтарна частина розписана видатним фінським художником Ґермундом Пааером (1938). 
На різдвяні канікули храм використовується також як центр культурного відпочинку.

## Відомі люди
- Калеві Кейгянен, мандрівник
- Ґермунд Пааер, відомий ювелір, графік та дизайнер
- Пяйві Лепісте, рок-співачка, лідер гурту Movetron
- Міка Сундквіст, виконавець американського кантрі

## Відстань до населених пунктів
- Гельсінкі 280 km
- Ювяскюля 145 km
- Сейняйокі 80 km
- Тампере 115 km
- Турку 230 km